# Girimukti (Cilograng)
Girimukti is een bestuurslaag in het regentschap Lebak van de provincie Banten, Indonesië. Girimukti telt 2685 inwoners (volkstelling 2010).